# Oldřich Tyl
Oldřich Tyl (ur. 12 kwietnia 1884 w Ejpovicach, zm. 3 kwietnia 1939 w Pradze) – czeski architekt.
W latach 1902-1909 studiował na Politechnice Czeskiej w Pradze. Po studiach pracownik w biurze Matěja Blechy, następnie samodzielny architekt, potem w 1922 z Josefem Mykną i Milošem Terebą założył firmę Tekta. Współzałożyciel i członek redakcji czasopisma Stavba. Pionier czeskiego funkcjonalizmu. Za jego najważniejsze dzieło często uchodzi Veletržní palác w Pradze, będący projektem współautorskim. Według jego projektu wzniesiono też m.in. Palác YWCA.